# Material (ajedrez)
En ajedrez, el material es el total de piezas de que dispone cada jugador durante la partida. Al comienzo de la partida, ambos jugadores reciben el mismo material, y este equilibrio puede alterarse en el transcurso del juego; lo cual puede tener valor táctico o estratégico. Entre jugadores del mismo nivel, una ventaja material significativa (como una pieza en la apertura o un peón en el final) puede ser suficiente para decidir el resultado, a menos que el oponente en desventaja de material tenga alguna compensación a cambio. La diferencia de material se calcula a partir del valor relativo de las piezas. 

## Diferencia de material
A partir de la valoración estándar de las piezas (peón=1, caballo y alfil=3, torre=5, dama=9), independientemente del estado de la posición, es posible calcular la diferencia de material. Si a partir de este cómputo no existe diferencia, se dice que hay un equilibrio de material, que puede ser de dos tipos: 
- Equilibrio estático: cuando ambos jugadores tienen el mismo número de piezas del mismo tipo
- Equilibrio dinámico: cuando la evaluación numérica del material es la misma, pero la cantidad de piezas del mismo tipo es diferente. Por ejemplo, si un jugador tiene un caballo menos que su oponente, pero a cambio tiene tres peones más, el balance del material para ambos jugadores es el mismo.

## Evaluación de la posición con base en el material
La diferencia de material es el primer criterio de análisis de una posición. Existen diferentes tipos de equilibrio dinámico de material que pueden tener consideraciones estratégicas (se considera que el bando que posee el primer elemento mencionado tiene cierta ventaja): 
- Alfil contra caballo
- Par de alfiles contra pareja de caballos
- Par de alfiles contra alfil y caballo
- Calidad por un peón
- Dos piezas menores contra torre
- Tres piezas menores contra dama
- Dos torres contra dama
- Dama y caballo contra dama y alfil

El maestro internacional y entrenador Jeremy Silman es autor de uno de los métodos de análisis de la posición, dentro de los cuales se tiene en cuenta la evaluación basada en el material. Las reglas que da Silman para jugar a partir del material son:
- La ventaja material permite llegar a finales ventajosos, y el oponente no debería buscar el cambio de piezas
- Cuando se tiene ventaja material se debe dar actividad a dichas piezas de ventaja
- Un peón de ventaja puede ser suficiente para llegar a un final ventajoso, si no es posible imponer la ventaja material inmediatamente
- Es necesaria la coordinación y buena ubicación de las piezas antes de intentar un plan que permita ganar material
- Cuando se tiene desventaja de material es necesario buscar alguna compensación: espacio, desarrollo, iniciativa o actividad de piezas

Silman también da cuatro criterios para analizar la posición a partir del material:
- Puntuación: conteo de material y su valor
- Acumulación de piezas: conteo de las piezas en cada flanco del tablero
- Piezas menores: conteo de la relación de piezas menores descrita anteriormente (alfil contra caballo, pareja de alfiles contra alfil y caballo y pareja de alfiles contra pareja de caballos)
- Mayorías de peones: conteo de peones de cada bando en cada flanco

## Material mínimo para ganar
En ajedrez se necesita un material mínimo para ganar por jaque mate. Cuando no se tiene ese material la partida termina en tablas por insuficiencia de material, que se produce cuando sólo quedan ambos reyes en el tablero, o ambos jugadores tienen su rey y un alfil, o uno o dos caballos. 
Para dar jaque mate en los finales de rey contra rey, se necesita además como mínimo una dama, una torre, dos alfiles o un alfil y un caballo. Con dos caballos no es posible dar jaque mate, a menos que el oponente tenga una pieza que pueda mover para evitar quedar ahogado. Con un peón es posible dar jaque mate sólo si puede ser promocionado a dama o torre. En todos los casos es necesaria la cooperación del rey; de lo contrario, para ganar sin la acción del rey se necesitan al menos dos torres.